# Can Falguera (Sant Pau de Segúries)
El Can Falguera és un mas al municipi de Sant Pau de Segúries (el Ripollès) catalogat a l'Inventari del Patrimoni Arquitectònic de Catalunya. Aquest mas consta de dues parts diferenciades, una destinada a segona residència, i la part posterior on hi habiten els masovers. És un conjunt de planta complicada i que no respon a cap tipologia concreta, és de destacar el mimetisme amb el terreny, i sobretot, un conjunt de solucions constructives ja experimentades en altres obres de Duran i Reynals, com la colònia Espona de Sant Joan de les Abadesses.